# Lina Chabane
Lina Scheherazade Chabane (en arabe : لينا شهرزاد شعبان), née le 14 avril 1997 aux Lilas en Seine-Saint-Denis, est une footballeuse internationale algérienne évoluant au poste de milieu de terrain à l'AS Monaco.

## Biographie

### Carrière en club
Lina Chabane commence à jouer au football en 2006 à l'USM Gagny avec les garçons et y reste quatre ans, avant de rejoindre Tremblay pour évoluer avec les U16. Lors de la saison 2012-2013, elle joue pour le Le Mans FC où elle joue des rencontres en U17 et U19 Nationaux.
En 2013, elle commence sa carrière sénior en revenant au Tremblay FC pour intégrer l'équipe DH et participe à la montée du club en D2F. Ainsi pendant deux saisons, elle joue au deuxième échelon national avec Tremblay, avant de rejoindre le Stade brestois pour la saison 2016-2017, toujours en D2,.
En 2017, elle part jouer en Italie à l'Apulia Trani en Serie B. Par la suite, elle se rend en Australie et évolue avec le Sydney FC. En 2019, elle retourne en région parisienne en rejoignant le RC Saint-Denis en D2F. En juin 2020, elle signe au Montauban FC.
En février 2021, elle s'engage au FC Fleury 91 et découvre la D1, l'élite du football féminin français. Club avec lequel elle dispute au total 6 matchs de D1 dont 5 en tant que titulaire.
Lina Chabane rejoint le club francilien du GPSO 92 Issy durant l'été 2022 avec lequel elle ne reste qu'une seule saison avant de rejoindre le Racing Saint-Denis fraîchement promu en Division 3.
Après une saison passée au club du RC Saint-Denis, Lina Chabane rejoint l'AS Monaco qui évolue dans l'autre poule de Division 3. Le club monégasque parvient à se maintenir pour la saison qui suit en terminant à la septième place avec 27 points à 6 longueurs devant le premier relégable. Hormis un match, Lina Chabane, capitaine de son équipe, prend part à l'ensemble des rencontres de cet exercice 2024-2025 et inscrit quatre buts,.

### Carrière internationale
Sa carrière internationale est assez atypique, puisqu'avant d'opter définitivement pour la sélection algérienne, Lina Chabane a connu aussi la sélection marocaine.

#### Découverte de la sélection algérienne (2016-2021)
En février 2016, elle est convoquée pour la première fois en équipe nationale d'Algérie par le sélectionneur national Azzeddine Chih, à l'occasion d'un stage de préparation pour les éliminatoires de la CAN. Le 2 février 2016, elle honore sa première sélection face au Mali,.

#### Bref passage au Maroc (2021)
Durant le mois de juin 2021, Lina Chabane est convoquée par Reynald Pedros pour prendre part à un stage avec l'équipe du Maroc et à deux matchs amicaux contre le Mali. Elle participe aux deux rencontres (titulaire au deuxième match) disputées respectivement les 10 et 14 juin au Stade Moulay Hassan,,.

#### Retour en équipe d'Algérie (2021-)
Le 25 juillet 2021, elle rejoint la sélection pour un stage de préparation en prévision de la Coupe arabe. Du 24 août au 6 septembre 2021, elle est sélectionnée en équipe d'Algérie pour participer à la Coupe arabe féminine de football au Caire en Égypte. Après une victoire contre la Jordanie (3-1) et face à la Palestine (4-1) l’Algérie est éliminé en demi-finales contre la Tunisie.
En septembre 2021, Lina Chabane est victime d’un accident de voiture la veille du dernier stage de la sélection qui a eu lieu du 15 au 21 septembre 2021 à Alger. Elle a subi plusieurs traumatismes, notamment à l’épaule et une rupture totale du ligament croisé interne, ce qui a nécessité son passage sur la table d’opération, avec comme conséquence, au moins six mois d’absence avant de retrouver les terrains de football.

## Statistiques

### Statistiques détaillées
| Saison                | Club                  | Championnat           | Championnat | Championnat | Coupe(s) nationale(s) | Coupe(s) nationale(s) | Algérie | Algérie | Total | Total |
| Saison                | Club                  | Division              | M.          | B.          | M.                    | B.                    | M.      | B.      | M.    | B.    |
| 2013-2014             | Tremblay FC           | Division 3            | 6           | 1           | -                     | -                     | -       | -       | 6     | 1     |
| 2014-2015             | Tremblay FC           | Division 2            | 16          | 2           | -                     | -                     | -       | -       | 16    | 2     |
| 2015-2016             | Tremblay FC           | Division 2            | 22          | 7           | -                     | -                     | 2       | 0       | 24    | 7     |
| Sous-total            | Sous-total            | Sous-total            | 44          | 10          | -                     | -                     | 2       | 0       | 46    | 10    |
| 2016-2017             | Stade brestois 29     | Division 2            | 11          | 1           | 1                     | 0                     | -       | -       | 12    | 1     |
| Sous-total            | Sous-total            | Sous-total            | 11          | 1           | 1                     | 0                     | -       | -       | 12    | 1     |
| 2018-2019             | RC Saint-Denis        | Division 2            | 4           | 0           | -                     | -                     | -       | -       | 4     | 0     |
| 2019-2020             | RC Saint-Denis        | Division 2            | 15          | 0           | 2                     | 0                     | -       | -       | 17    | 0     |
| Sous-total            | Sous-total            | Sous-total            | 19          | 0           | 2                     | 0                     | -       | -       | 21    | 0     |
| 2020-2021             | Montauban FC          | Division 2            | 4           | 1           | -                     | -                     | -       | -       | 4     | 1     |
| 2020-2021             | FC Fleury 91          | Division 1            | 6           | 0           | -                     | -                     | 3       | 0       | 9     | 0     |
| Sous-total            | Sous-total            | Sous-total            | 10          | 1           | -                     | -                     | 3       | 0       | 13    | 1     |
| 2022-2023             | GPSO 92 Issy          | Division 2            | 7           | 0           | 3                     | 1                     | -       | -       | 10    | 1     |
| Sous-total            | Sous-total            | Sous-total            | 7           | 0           | 3                     | 1                     | -       | -       | 10    | 1     |
| 2023-2024             | RC Saint-Denis        | Division 3            | 19          | 3           | 3                     | 0                     | -       | -       | 22    | 3     |
| Sous-total            | Sous-total            | Sous-total            | 19          | 3           | 3                     | 0                     | -       | -       | 22    | 3     |
| 2024-2025             | AS Monaco             | Division 3            | 21          | 4           | 2                     | 0                     | -       | -       | 23    | 4     |
| Total sur la carrière | Total sur la carrière | Total sur la carrière | 131         | 19          | 11                    | 1                     | 5       | 0       | 147   | 20    |

#### Matchs internationaux
Le tableau suivant liste les rencontres de l'équipe d'Algérie dans lesquelles Lina Chabane a été sélectionnée depuis le 2 février 2016 jusqu'à présent.
Le tableau suivant liste les rencontres de l'équipe du Maroc dans lesquelles Lina Chabane a été sélectionnée :

## Famille
Lina Chabane a un petit frère, Amine, qui pratique également le football en club au Amiens SC avec lequel il dispute le championnat national U19.

## Cinéma
Lina Chabane a joué dans le film Une belle équipe aux côtés d'acteurs reconnus tels que Kad Merad, Alban Ivanov, Sabrina Ouazani, ou encore Céline Sallette. Dans cette Comédie réalisée par Mohamed Hamidi, elle joue le rôle d'une joueuse du Spac de Clourrières, une équipe menacée de disparaître entraînée par Marco, personnage interprété par Merad,. 
Dans une interview accordée au Journal de Saint-Denis, Chabane n'exclue pas une éventuelle reconversion en tant qu'actrice.